# Trassanel
Trassanel is een gemeente in het Franse departement Aude (regio Occitanie) en telt 29 inwoners (2009). De plaats maakt deel uit van het arrondissement Carcassonne.
In 2007 bleek het dorp de enige gemeente waar 100% van de stemmen in de tweede ronde van de presidentsverkiezingen van dat jaar naar de linkse kandidate Ségolène Royal zijn gegaan. In de eerste ronde van de parlementsverkiezingen gingen wederom alle stemmen naar de socialistische kandidaat. Het aantal geldig uitgebrachte stemmen bedroeg overigens maar 20.

## Geografie
De oppervlakte van Trassanel bedraagt 4,2 km², de bevolkingsdichtheid is dus 6,9 inwoners per km².

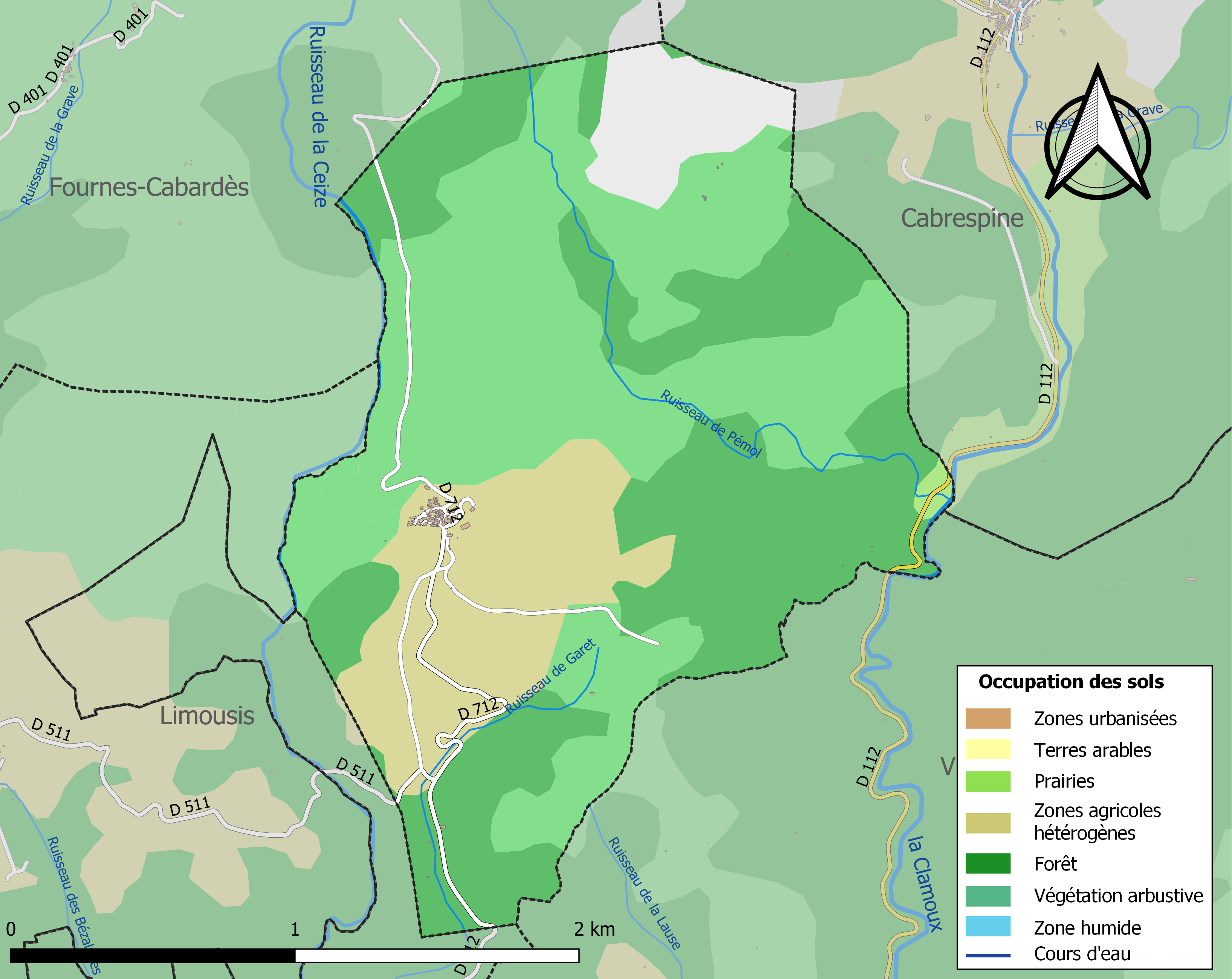
Kaart van de gemeente met de belangrijkste infrastructuur, bodemgebruik en omliggende gemeenten

## Demografie
Onderstaande figuur toont het verloop van het inwonertal (bron: INSEE-tellingen).

Vanwege een beveiligingsprobleem met de MediaWiki Graph-software is het momenteel niet mogelijk deze grafiek weer te geven. Zodra de software is bijgewerkt zal de grafiek vanzelf weer zichtbaar worden.